# Grunerita
La grunerita és un mineral del grup dels Silicats, subgrup Inosilicats i dins d'ells pertany als amfíbols. És un hidroxi-silicat de ferro —pot portar fluor com a impuresa.
És l'extrem amb ferro de la sèrie de solució sòlida en la qual l'altre extrem amb magnesi és la cummingtonita (Mg₇Si₈O22(OH)₂).
Nomenat en honor de Emmanuel-Louis Gruner (1809-1883), químic franc-suís que fou el primer que va analitzar aquest mineral l'any 1853 juntament amb tots els termes fèrrics de la seva sèrie.

## Amosita
L'amosita o amiant marró és una varietat fibrosa de la grunerita, més important que aquesta, per la seva aplicació industrial com asbest o amiant. El seu nom prové de l'acrònim de "Asbestos Minis of South Africa", on es va descobrir. En l'actualitat, l'ús d'asbest marró d'amosita està prohibit en molts estats europeus perquè la pols de les fibres pot produir malalties pulmonars per inhalació. Es recomana a col·leccionistes guardar-ho en caixa de plàstic hermètica. La montasita, una altra varietat de grunerita poc coneguda, també s'usa com asbest.

## Ambient de formació
La grunerita és un mineral rar, però característic de roques metamòrfiques procedents del metamorfisme regional o dinamotèrmic de sediments silícics rics en ferro.

## Localització, extracció i ús
Hi ha importants jaciments de grunerita a Austràlia, Xina i els Estats Units. A Espanya apareix a Madrid, Ojén (Màlaga) i Vigo (Pontevedra). A part de l'interès per a col·leccionistes només s'explota per asbests, en una important mina d'amosita en el Departament de Santa Cruz (Bolívia).